# Terraplistes niger
Terraplistes niger är en insektsart som först beskrevs av Sigfrid Ingrisch 1987.  Terraplistes niger ingår i släktet Terraplistes och familjen Mogoplistidae. Inga underarter finns listade i Catalogue of Life.